# Сан-Жозе (Понта-Делгада)
Сан-Жозе (порт. São José) — район (фрегезия) в Португалии, входит в округ Азорские острова. Расположен на острове Сан-Мигел. Является составной частью муниципалитета Понта-Делгада. Население составляет 8627 человек на 2001 год. Занимает площадь 3,89 км².
Покровителем района считается Иосиф Обручник (порт. São José).